# 니시즈미 고지로

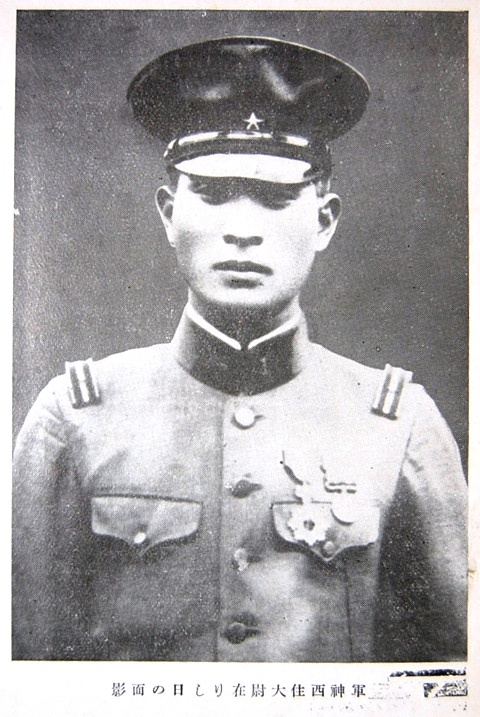
육군보병중위 전차 제1연대 부 시절.

니시즈미 고지로(西住 小次郎, 1914년[다이쇼 3년] 1월 13일 - 1938년[쇼와 13년] 5월 17일)는 일본의 군인이다. 육사 46기. 최후계급은 육군보병대위. 훈오등·공사급. 구마모토현 가미마시키군 고사마치정 니타고 출신.
중일전쟁(지나사변)에 있어 제2차 상해사변부터 서주회전에 이르기까지 팔구식 중전차로써 전차장으로서 활약하였다. 전사 후 군부에서 공식적으로 '군신'으로서 최초 지정한 군인으로 유명하다.

## 생애

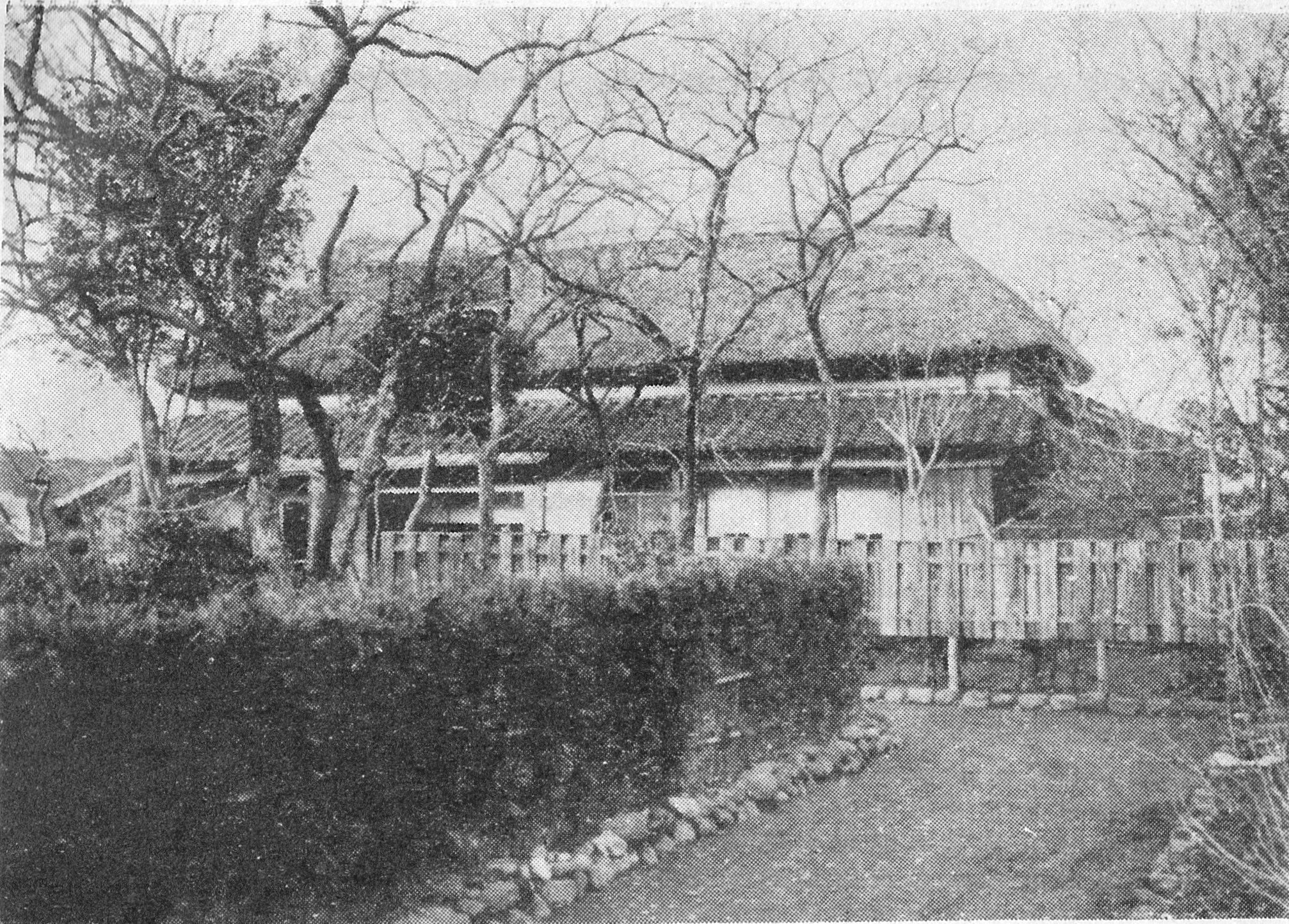
니시즈미의 생가.

1914년(다이쇼 3년) 아버지 산사쿠(三作), 어머니 지요(千代) 사이에서 삼남사녀의 이남으로서 태어났다. 아버지 산사쿠는 퇴역군인으로서 메이지기 육군교도단을 거쳐 대만의 항일세력을 진압, 러일전쟁에 참가하여 조장에서 중위(예비역 후 대위로 승진)까지 도달한 인물이었다. 아울러 조부 후카쿠로(深九郎)는 서남전쟁에서 사쓰군 구마모토대의 일원으로서 참가, 이후 전우의 연줄을 통해 일번소대장이었던 삿사 도모후사가 설립한 구마모토국권당원이 되어 산사쿠와 더불어 현지의 공공사업에 진력하였다. 이러한 환경은 어린 고타로에게 막대한 영향을 미쳤으며 일찍부터 군인으로의 길을 꿈꾸었다.
1920년(다이쇼 9년) 고사심상소학교에 입학. 당초 위병으로 인하여 몸이 약해 1·2년을 아울러 1개월 정도 결석했으나 성적은 우수했으며 1·2년 때 2번, 3년-6년생 때 수석이었다.
1926년(다이쇼 15년) 4월 구제미후네중학교(현 구마모토현립미후네고등학교)에 입학. 성적은 1년 때 18번, 2년 때 5번, 3년 때 3번, 4년 때 육군사관학교 입학을 우선하여 7번이었다. 또한 재학중 육군유년학교에 입학하기를 희망하였으나 시력이 약했던 탓에 불합격되었다. 소학교 무렵의 니시즈미는 활발한 인상이었으나 중학 무렵에는 온화하며 과묵한, 이를테면 문학소년같은 인상이었으며 예사로운 것에 예사롭게 덤덤히 대응하는 성격으로 동급생 가운데에서는 사실 그다지 기억에 남지 않는 존재였다.
4월 상순, 육군에 합격. 재학중 메구로에 살던 조부(아버지 처제의 남편)인 육군수의소좌 사이토 세이자에몬(斉藤清左衛門) 댁에 하숙하였다. 육사에서 제1중대 제3구대(구대장은 이와쿠니 야스히코 중위)에 배속되었다. 재학중 중학 이래 일련탁생으로 유일무이한 벗이 병으로 인해 실의에 빠져 퇴학, 더구나 룸메이트와 친아버지를 잇따라 잃는 충격적인 사건이 잼처 일어남으로써 이후의 그의 인생에 거대한 영향을 미쳤다.
1934년(쇼와 9년) 6월 졸업(제46기, 병과는 보병) 후 견습사관으로서 우쓰노미야보병 제59연대 부. 동년 12월 시즈오카보병 제34연대의 육군보병소위로서 만주사변에 종군. 이럼으로써 비행기와 함께 전차의 중요성을 느낀 니시즈미는 내지 귀환 후 스스로 전차병에 전과를 요망한다. 1936년(쇼와 11년) 1월부터 나라시노전차 제2연대 연습과에 전차병으로서 교육을 받은 후 동년 8월부터 구루메전차 제1연대 부로 전임하여 육군보병중위에 임관.

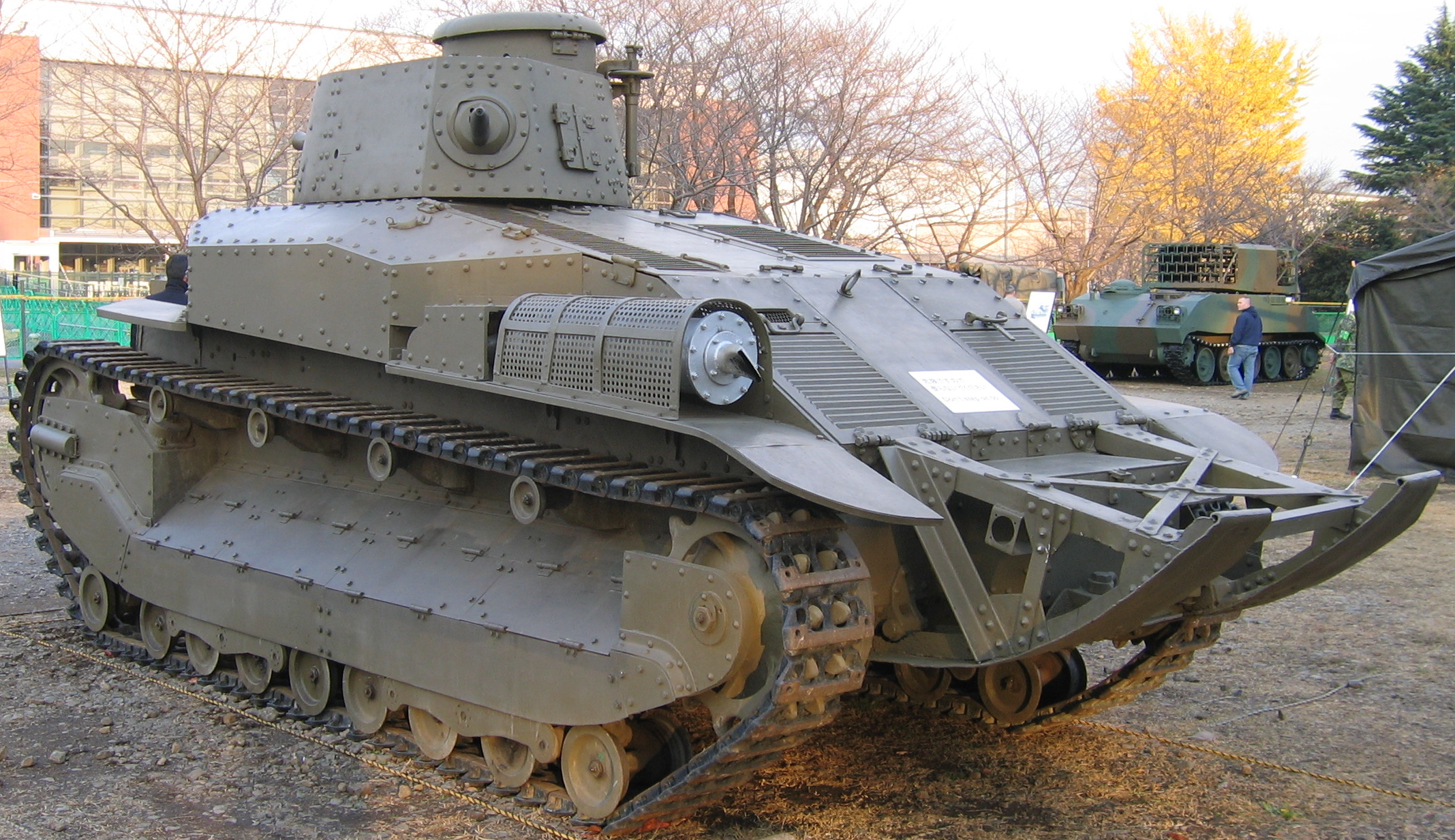
팔구식 중전차.

익년 1937년(쇼와 12년) 9월 3일 제2차 상해사변에 있어 전차 제5대대·제2중대(장은 다카하시 세이고 대위) 산하의 전차 소대장으로서 상해 오송에 상륙, 급거 제11사단의 보병 제10여단을 기간으로 삼은 아마야지대 보병 제22연대에 배속되었다. 이튿날 퉁지대학교 사내에 진입하여 적진지가 있는 대금가촌 동편의 교량을 정찰. 9월 5일 보병 제22연대, 68연대를 지원하여 옥산성수비대(제98사 제292여 제583단 제3영, 장은 야오즈칭 중교)와 교전. 또한 7일 진가댁 부근의 전투에 참가하였다.
이후 보병지원이라는 중요임무를 띠고 대장진 전투, 남상공성전에서 격전을 치러냈고 그 가운데 5회나 중상을 입었음에도 불구하고 한번도 전선에서 물러나지 않고 무려 34회 전투에 참가하여 무훈을 높였다. 아울러 다카하시 대위가 부상당한 무렵에는 중대장 대리로서 제2중대의 지휘를 도맡았다.
서주회전 와중 1938년(쇼와 13년) 5월 18일 오전 6시 반경 숙현 남편의 황대장 부근에서 고량밭을 헤치고 전진하던 일행은 전차의 진로 전방에 크리크를 발견한다. 니시즈미는 전차가 도섭 가능한 장소를 찾으려 하차하여 단신으로 척후를 행했다. 그리하여 지휘관기를 수면에 찔러넣고 지점을 확인한 뒤 다카하시 중대장에게 보고하고자 향하던 직후 배후에서 건너편 강가의 중국병에게 저격당했다. 총탄은 니시즈미의 오른넓적다리와 회중시계를 관통하고 왼대퇴부 동맥을 절단했다.
그 즉시 부하 시로 히데카쓰(城秀雄) 오장과 포수 당번병 다카마쓰 다카오(高松高雄) 상등병이 전차에서 뛰어나와 니시즈미를 둘러메어 옮겼고 그 가운데 다른 전차 2량이 전면에 나와 크리크와 니시즈미 사이를 가로막아 방패막이가 되었다. 니시즈미는 다량의 출혈로 인하여 의식이 몽롱한 가운데에도 다카마쓰 상등병에 다카하시 대장에 크리크의 도섭가능지점을 전달토록 명했다. 부하 여럿의 도움을 받아 전차 안으로 돌아간 니시즈미는 위생대 군의 핫토리(계급 불명)에게 응급조치로서 지혈을 받았으나 때는 늦었다. 죽음이 임박함을 깨달은 니시즈미는 다카마스 이하 부하에게 다카하시 중대장 및 내지의 가족에게 유언을 남기고 오전 7시 30분경 "천황폐하만세"를 마지막 말로 숨을 거두었다. 향년 24세. 사후 육군보병대위로 특진되었다.

## 신격화

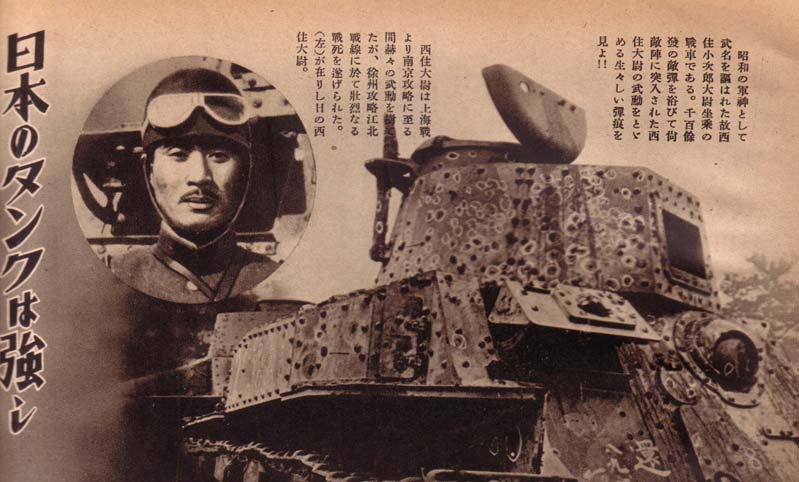
니시즈미와 그 전차가 실린 잡지기사.

사후 니시즈미의 상관이었던 호소미 고레오 대좌는 11월 지바육군전차학교에서 이루어진 강연회에서 니시즈미에 대하여 언급하였다. 이어 12월 17일 육군성 기자구락부 소속 기자를 육군전차학교에 초빙하여 전차의 연습을 피로함과 동시에 호소미 대좌가 '니시즈미 대위에 대하여'라고 이름한 강연을 행하였다. 호소미 대좌는 "신문지가 지닌 위대한 힘에 힘입어, 이 니시즈미 대위에 의해 현현한 군인정신을 전국민에 깨우치고 국민정신총동원을 위해 비익하는 바 있도록 하고 싶다"고 요청하였다. 이튿날, 먼저 도쿄아사히신문이 "쇼와의 군신·니시즈미 대위. 육군 전학교 교재를 장식한 위훈. 철우(鉄牛, 구 일본군에서 전차를 달리 부른 말)부대의 젊은 무사."라는 표제를 붙여 그 생애와 전적에 대하여 보도했다. 12월 23일 니시즈미가 승차한 전차가 공개되고 26일 라디오에서 호소미 대좌가 니시즈미에 대하여 라디오 강연을 행하자 보도가 과열화하여 매스컴은 일제히 니시즈미에 관한 것이라면 있는대로 쓰며 군신이라고 칭찬해댔다. 그 배경에는 남경, 한구를 함락시켰음에도 불구하고 계속되는 중일전쟁에 염전감(厭戦感)이 떠돌기 시작하던 국민에게 활기를 불어넣어줄 재료로서 이용했다는 견해가 존재한다.
익년 3월 11일 지나사변 전사자 제8회 논공행상에서 니시즈미는 '더할 나위 없는 전형적 무인', '충렬 귀신을 울리는(일본에서, 예술작품 따위가 사람을 깊이 감동시켰다는 뜻의 관용구) 철우대장'으로서 육군보도부에 의해 현창(顕彰)되어 수훈갑우상(殊勲甲優賞), 공사급 금치훈장 및 훈오등 욱일장을 수여받았다.
전전 일본에서 러일전쟁 당시 히로세 다케오 중좌, 다치바나 슈타 등이 일찍이 '군신'이라는 존칭을 받아 저명한 존재가 된 바 있었으나 군부에 의해 공식적으로 '군신'으로 지정된 것은 니시즈미가 최초였다. 이후 니시즈미는 '군신 니시즈미 전차장' 따위로 칭송되어 널리 국민에게 알려지게 되었다.
아울러 니시즈미가 탑승한 1,300발에 이르는 피탄흔이 남은 팔구식 중전차는 야스쿠니 신사에 전시되어 큰 화제가 되었다. 그 밖에도 니시즈미를 테마로 한 소설이나 전시가요(군가), 어린이용 전기가 다수 제작되었다. 특히 군부의 의뢰를 받아 쓰인 기쿠치 간의 1939년 작 소설 《니시즈미 전차장전》(西住戦車長伝)은 도쿄니치니치신문, 오사카마이니치신문에 연재되어 널리 호평받았으며, 1940년 쇼치쿠에서 영화화되었다. 감독은 요시무라 고자로, 각본은 노다 고고가 담당했으며 우에하라 겐이 니시즈미 역으로 주연하였다. 또한 주제가인 〈니시즈미 전차대장의 노래〉(西住戦車隊長の歌)는 기타하라 하쿠슈가 작사, 이다 노부오가 작곡을 담당하였다.

## 참고 문헌
- 菊池寛 (1995). 《菊池寛全集第二十巻 西住戦車長伝》. 文芸春秋. ISBN 4-16-620500-5. 다음 글자 무시됨: ‘和書’ (도움말)
- 望月茂 (1939). 《昭和の軍神 西住大尉》. 八紘社. 다음 글자 무시됨: ‘和書’ (도움말)
- ゴールド・L・ロトマン、滝沢彰共著、平田光夫訳、鈴木邦宏監修『オスプレイ・ミリタリー・シリーズ 世界の軍装と戦術5 第二次大戦の帝国陸軍戦車隊』 大日本絵画、ISBN 978-4499229937、2009年。
- 上田信著『日本戦車隊全史 鉄獅子かく戦えり』 大日本絵画、ISBN 4-499-22890-5
- 秦郁彦編『日本陸海軍総合事典』第2版、東京大学出版会、2005年。
- 田中励儀 (2011). “菊池寛『昭和の軍神 西住戦車長伝』考 : —伝記小説・演劇・映画—”. 《日本文学》 (日本文学協会). 60-11: 26–37. doi:10.20620/nihonbungaku.60.11_2. 2018년 12월 19일에 확인함. 다음 글자 무시됨: ‘和書’ (도움말)